# Dedinszky János (geológus)
Dedinszky János (Pestszenterzsébet, 1929. január 24. – Zalaegerszeg, 1999. május 15.) geológus, országgyűlési képviselő (1953-1958), 1956-os munkástanács-tag. Felesége, akitől később elvált, Saáry Éva (1929–2014) olajkutató, majd 1956-os emigrálása után költő, festő, grafikus, fotós volt.

## Élete
A Pázmány Péter Tudományegyetem  Természettudományi karán folytatta egyetemi tanulmányait, ahol 1951-ben dr. Vadász Elemér professzor tanítványaként geológus végzettséget szerzett. 1953-ban a MASZOLAJ Ásványi Olajkutató és Mélyfúró Vállalat nagylengyeli telepén vezető geológus lett.
Az 1953. május 17-i országgyűlési választásokon a Magyar Függetlenségi Népfront Zala megyei listájáról jutott be a törvényhozásba. 1953. júliustól a Gazdasági és Pénzügyi Bizottság tagja, 1956. augusztus 3-tól a Terv és Költségvetési Bizottság tagja.
1956-ban a Nagylengyeli Kőolajtermelő Vállalat Munkástanácsának tagja. 1957-ben az akkori országgyűlésről úgy nyilatkozott, hogy „formai testület és megválasztása nem demokratikus”. 1958-ban már nem választották újra.
Nagy szerepe volt abban, hogy a már bezárásra ítélt nagylengyeli kőolajmező „másodvirágzása” során még több tízmillió liter kőolaj kifejtésére került sor. „Ehhez az újoncok félelem érzete nélkül kockáztatnia kellett, mert azokban az időkben mindenkit megfélemlített a MAORT-per. Azt sem érzékelte, amit a sógorának a barátja, a miniszterhelyettes mondott 1957-ben: rá bizony már ki volt szabva a 11, a Komornoki László fúrómérnökre a 10, a Bán Ákos nagylengyeli főmérnökre a 15 év – ha nem talált volna az általa kijelölt helyen olajat”.
1968 után háttérbe szorították, az általa képviselt kutatási-feltárási gondolatot elvetették, az ezzel kapcsolatos doktori értekezését nem továbbították, és csak az 1980–1990-es években ismerték el elgondolásai igazát. Az 1980–1990-es évektől az ő tanulmánya alapján végzik a zalai olajkutatásokat és feltárásokat.
Aktív szerepet vállalt a Magyar Olajipari Múzeum létrehozásában Közreműködött az Iskolatelevízió "A kőolaj" című oktatófilmjében.
Szerette és művelte a sport különböző válfajait. 1946-ban kenu-2-esben ifjúsági Európa-bajnoki 2. helyezést ért el. Később egyik alapító tagja volt az Olajbányász futball csapatának. Feleségével műkedvelő cirkuszi előadásokat szerveztek a környékbeli településeken.
Csath Béla így emlékezik vissza:

„Néhányan – Bedő Vince, Dedinszky János, Sabján József, Erdődi József – megalakítottuk a Nagylengyeli Olajbányász labdarúgó csapatot.” … „A focicsapat mellé megalakítottuk a rádió akkori kedvenc műsorának példáján felbuzdulva a Csinn-Bumm Cirkuszt. A mészfehér arcú Szamóca szerepében jómagam, az Istállómestert Dedinszky János geológus országgyűlési képviselő személyesítette meg. Anasztázia pedig Dedinszkyné Saáry Éva, ugyancsak geológus, azóta nemzetközi hírű író, költő volt… Ezzel a műsorunkkal a környék településeit is bejártuk.”

## Művei, publikációi
- A Göcseji Múzeum Emlékkönyve 1950-1960. Dedinszky János: Göcsej geológiai fejlődése az olajkutatások alapján 53-65. oldal
- Dedinszky János: A NAGYLENGYELI KŐOLAJTÁROLÓ KŐZETEK REPEDEZETTSÉGI— ÜREGESSÉGI VIZSGÁLATA (Az 1967. V. 15-i Szénhidrogénföldtani Kollokviumon elhangzott előadás)[18]
- Dedinszky János: Az olajkutató fúrások által nagy mélységben feltárt karsztos üregek (1973. évi Karszt- és Barlangkutató Találkozón elhangzott előadás)
- Dedinszky János: A DNy-Dunántúli mélykarszt (A Magyarhoni Földtani Társulat Déldunántúli Területi Szakosztálya 1973. őszi ülésszakán elhangzott előadás)[19]
- Dedinszky János: Metamorf kőzetek tárolóterének vizuális vizsgálata[20]

## Díjai, elismerései
- 1952: Magyar Munka Érdemérem[21]